# Ширеки
Ширеки (монг. Ширэги, ᠰᠢᠷᠭᠢ, кит. трад. 昔里吉/失列吉, перс. شيركى‎) — монгольский принц из рода Борджигин, правнук Чингисхана.

## Биография
Ширеки родился у Мункэ-хана и его наложницы Баявчин из племени Баяут в неизвестное время. Первоначально будучи сторонником Ариг-Буги, он перешел на сторону Хубилай-хана, за что в 1267 году был назначен князем Хэпина (河平王). Как только началась война между Хайду и Хубилаем, он был послан против Хайду-хана . Он прибыл вместе с Номоганом (сыном Хубилая), Кёкёчу (сыном Хубилая) и Антонгом (внуком Мухали) в 1275 году в Алмалык. Однако вскоре осенью 1276 года Тох-Темур, другой внук Толуя, подстрекал Ширеки восстать против Хубилая и претендовать на империю. Ширеки разгромил князей, отправил Номогана и Антонга к хану Золотой Орды Менгу-Тимуру и Хайду. Однако Хайду отказался присоединиться к Ширеки в его стремлении к трону, поэтому они отправились в район Верхнего Енисея, чтобы использовать его в качестве базы для последующего захвата Каракорума. Ширеки действительно удалось ненадолго захватить Каракорум в 1277 году, но был побежден Баяном из племени баарин. Позже Ширеки предал Тох-Темура после его поражения от Хубилая в 1279 году и убил его. Вскоре он был схвачен Сарбаном, своим племянником, который доставил его к Хубилаю в 1282 году. Хубилай сослал его на «остров с очень нездоровым климатом», где он скончался. Его титул был передан Сарбану, а его сыновья перешли на сторону Хайду. У Ширеки было три сына — Улус Бука, Тёре Темур и Тюмен Темур.